# سيباستيانو نيلا
سيباستيانو نيلا (بالإيطالية: Sebastiano Nela)‏ (من مواليد 13 مارس 1961): لاعب كرة قدم إيطالي، كان يلعب في مركز مدافع أيسر، بدأ نيلا مسيرته مع جنوى.  ثم انتقل إلى فريق روما الإيطالي، في أول ظهور رسمي له وقع نادي روما في فخ التعادل 0-0 مع أفيلينو يوم 13 سبتمبر 1981. لعب 28 مباراة لفريق روما الذي فاز بلقب الدوري الإيطالي في عام 1983. أداء نيلا المتميز مع روما ساعده على الأستدعاء للالتحاق ضمن صفوف المنتخب الوطني الإيطالي، ولعب مع المنتخب أول مبارياته ضد ألمانيا في 22 مايو 1984 ضمن كأس العالم لكرة القدم 1986 في المكسيك.

## مسيرته الكروية
لعب سيباستيانو نيلا خلال مسيرته الاحترافية مع 3 أندية في ستة عشر موسمًا وسجل خلالها 22 هدفًا ضمن 374 مباراة. حيث فاز في ثلاثة مواسم بالكأس وفي موسم واحد بالدوري.
خاض سيباستيانو نيلا مسيرته مع نادي جنوى في موسم 1978–79 واستمر معه طيلة ثلاثة مواسم، مشاركًا في 70 مباراة سجل خلالها 6 أهداف. ثم انتقل إلى نادي روما في موسم 1981–82 ليلعب معه اثنا عشر موسمًا، حيث شارك في 281 مباراة سجل خلالها 16 هدفًا. لينتقل بعدها إلى نادي نابولي في موسم 1992–93 لمدة موسم واحد، مشاركًا في 23 مباراة ولم يسجل أي هدف.

## روابط خارجية
- سيباستيانو نيلا على موقع الاتحاد الدولي (مؤرشف)  (الإنجليزية)
- سيباستيانو نيلا على موقع قاعدة بيانات كرة القدم.إي يو (الإنجليزية)
- سيباستيانو نيلا على موقع ناشيونال فوتبول تيمز (الإنجليزية)
- سيباستيانو نيلا على موقع عالم كرة القدم.نت (الإنجليزية)
- سيباستيانو نيلا على موقع أوليمبيديا (الإنجليزية)